# From. WJSN
From. WJSN (hangŭl: From. 우주소녀) è il terzo EP del girl group sudcoreano Cosmic Girls. Pubblicato il 4 gennaio 2017, ha come singolo estratto "I Wish (너에게 닿기를)".

## Tracce
1. I Wish (너에게 닿기를: neoege dahgileul) – 3:38
2. Baby Come to Me – 3:07
3. Say Yes (주세요: juseyo) – 3:36
4. Perfect! (최애: choeae) – 3:34
5. Hug U (이리와: iliwa) – 3:28
6. I Wish (触碰到你 (Chinese Ver.)) – 3:38